# Hesperoptenus
Hesperoptenus — рід ссавців родини лиликових. Проживання: Південно-Східна Азія.